# 小糖芥
小糖芥（学名：Erysimum sisymbrioides），为十字花科糖芥属下的一个种。

## 扩展阅读
維基物種上的相關：小糖芥